# Santa Apolonia
Santa Apolonia är en kommunhuvudort i Guatemala.   Den ligger i departementet Departamento de Chimaltenango, i den sydvästra delen av landet, 50 km väster om huvudstaden Guatemala City. Santa Apolonia ligger 2 317 meter över havet och antalet invånare är 2 396.
Terrängen runt Santa Apolonia är huvudsakligen kuperad, men norrut är den bergig. Terrängen runt Santa Apolonia sluttar österut. Runt Santa Apolonia är det ganska tätbefolkat, med 192 invånare per kvadratkilometer. Närmaste större samhälle är Tecpán Guatemala, 3,7 km sydväst om Santa Apolonia. I omgivningarna runt Santa Apolonia växer huvudsakligen savannskog.